# Couronne des Andes
La couronne de la Vierge de l'Assomption de Popayán, connue sous le nom de couronne des Andes, est une couronne votive (en) en or repoussé sertie d'émeraudes, réalisée aux XVIIe et XVIIIe siècles pour orner une statue de la Vierge Marie de la cathédrale de Popayán, dans la vice-royauté de Nouvelle-Grenade (actuelle Colombie). Depuis 2015, elle est conservée au Metropolitan Museum of Art de New York.

## Description
La couronne des Andes prend la forme d'un diadème cerclé de feuilles de vigne en or serties de grappes d'émeraudes en forme de fleurs symbolisant la pureté de la Vierge. Le diadème est surmonté de quatre arches impériales et d'un orbe crucigère symbolisant la domination du Christ sur le monde.
La couronne a une hauteur de 34,3 cm et un diamètre de 33,7 cm pour un poids total de 2,4 kg. Elle est réalisée en or repoussé et sertie de 443 émeraudes, dont la plus grosse, surnommée « Atahualpa », fait 24 carats.

## Histoire
Le diadème a été réalisé au milieu du xviie siècle tandis que les arches ont été réalisées un peu plus d'un siècle plus tard.
En 1914, le pape Pie X autorise la vente de la couronne afin de lever des fonds pour la cathédrale de Popayán. Elle fait son apparition aux États-Unis en 1936, acquise par le joaillier Warren J. Piper puis, après avoir circulé entre plusieurs mains, elle est mise en vente en 1995 chez Christie's mais ne trouve pas d'acquéreur. Elle est finalement acquise par le Metropolitan Museum of Art en 2015 et exposée depuis dans la galerie 757 de l'aile américaine.